# Mrémani
Mrémani est un village situé sur l’île d’Anjouan aux Comores. Selon le recensement de 1991, le village comptait 3 501 habitants.

## Source
- (en) Cet article est partiellement ou en totalité issu de l’article de Wikipédia en anglais intitulé « Mrémani » (voir la liste des auteurs).